# Estados Unidos nos Jogos Paralímpicos
Os Estados Unidos participaram pela primeira vez dos Jogos Paralímpicos em 1960, e enviou atletas para competirem em todos os Jogos Paralímpicos de Verão desde então. Em relação aos Jogos Paralímpicos de Inverno a primeira participação dos Estados Unidos foi em 1976 e participou de todas as edições desde então.
Nos Jogos Paralímpicos de Verão, são 2 os esportes que o país jamais conquistou uma medalha sequer, seja ela de ouro, prata ou bronze: badminton e futebol de cinco.
Com relação aos Jogos Paralímpicos de Inverno, somente no curling em cadeira de rodas o país jamais conquistou nenhuma medalha.

## Medalhas por modalidade

### Medalhas por Esportes de Verão
| Esporte                         | Ouro | Prata | Bronze | Total |
| Atletismo                       | 385  | 389   | 368    | 1142  |
| Natação                         | 283  | 215   | 226    | 724   |
| Ciclismo                        | 26   | 39    | 32     | 97    |
| Tiro com arco                   | 20   | 8     | 17     | 45    |
| Lutas                           | 15   | 2     | 0      | 17    |
| Tênis de mesa                   | 14   | 15    | 24     | 53    |
| Basquetebol em cadeira de rodas | 13   | 2     | 8      | 23    |
| Hipismo                         | 9    | 8     | 3      | 20    |
| Halterofilismo                  | 7    | 9     | 9      | 25    |
| Tênis em cadeira de rodas       | 6    | 7     | 4      | 17    |
| Levantamento de peso            | 6    | 3     | 5      | 14    |
| Triatlo                         | 5    | 3     | 1      | 9     |
| Golbol                          | 3    | 6     | 3      | 12    |
| Tiro com dardos                 | 3    | 3     | 2      | 8     |
| Rugby em cadeira de rodas       | 3    | 2     | 2      | 6     |
| Judô                            | 2    | 7     | 13     | 22    |
| Lawn bowls                      | 2    | 3     | 7      | 12    |
| Bocha                           | 2    | 2     | 3      | 7     |
| Voleibol sentado                | 2    | 2     | 1      | 5     |
| Vela                            | 1    | 3     | 3      | 7     |
| Tiro                            | 1    | 1     | 3      | 5     |
| Futebol de sete                 | 1    | 0     | 0      | 1     |
| Remo                            | 0    | 3     | 2      | 5     |
| Sinuca                          | 0    | 2     | 0      | 2     |
| Esgrima em cadeira de rodas     | 0    | 1     | 2      | 3     |
| Canoagem                        | 0    | 1     | 0      | 1     |
| Taekwondo                       | 0    | 0     | 1      | 1     |
| Futebol de cinco                | 0    | 0     | 0      | 0     |
| Badminton                       | 0    | 0     | 0      | 0     |
| Total                           | 809  | 736   | 739    | 2284  |

### Medalhas por Esportes de Inverno
| Esporte                     | Ouro | Prata | Bronze | Total |
| Esqui alpino                | 91   | 96    | 70     | 257   |
| Esqui cross-country         | 9    | 14    | 9      | 32    |
| Snowboard                   | 5    | 5     | 3      | 13    |
| Hóquei sobre trenó          | 4    | 0     | 1      | 5     |
| Biatlo                      | 2    | 4     | 2      | 8     |
| Curling em cadeira de rodas | 0    | 0     | 0      | 0     |
| Total                       | 111  | 119   | 85     | 315   |